# Двое и одна
«Двое и одна» — художественный фильм режиссёра Эдуарда Гаврилова по рассказу Галины Щербаковой «Дядя Хлор и Корякин» (1988, журнал «Огонёк»).

## Сюжет
Нелепая смерть женщины, погибшей под поездом, объединила трёх героев фильма: оставшуюся сиротой дочь Ольгу, Всеволода Фролова — фотографа из маленькой кооперативной газеты, с которым Валентина познакомилась за несколько недель до гибели, и Андрея Корякина — отца девочки Оли и бывшего мужа Валентины, который свою дочь ни разу не видел, а только платил алименты и вообще не интересовался её жизнью.
Шестилетняя, разумная и самостоятельная Оля соглашается считать «Хлора» (искаженная девочкой фамилия превратилась в прозвище) отцом, поскольку он и Валентина уже решили пожениться и заказали в магазине новый диван. На время похорон матери Олю поселили у Всеволода, сказав, что мама в командировке. Однако соседка Фролова рассказывает, что случилось с матерью, считая, что неправильно скрывать от ребёнка правду.
«Не успели жениться, а уже стали вдовцом…»
Вскоре приезжает родной отец Оли Андрей Корякин. Девочка думает, что незнакомый мужчина заберёт её к себе, и просит его уехать. Но внезапная поездка Фролова в другой город помогает Оле и Корякину сдружиться, и после возвращения Всеволода она уже не отпускает никого из своих двух отцов.

## В ролях
- Георгий Бурков — Всеволод Иванович Фролов (дядя Хлор), фотокорреспондент газеты «Вперёд»
- Маша Комаринская — Оля Корякина
- Елена Майорова — Валентина, мать Оли
- Юрий Астафьев — Андрей Корякин, папа Оли
- Надежда Федосова — баба Маша
- Вадим Захарченко — Лапкин, редактор газеты
- Юрий Белов — работник кладбища
- Анна Фроловцева — сослуживица Фролова
- Мария Виноградова — соседка Фролова
- Юрий Саранцев — родственник Валентины
- Вера Петрова — родственница
- Наталья Хорохорина — Рита, соседка Корякина по общежитию
- Виктор Филиппов — эпизод

## Съёмочная группа
- Сценарий: Галины Щербаковой
- Постановка: Эдуарда Гаврилова
- Главный оператор: Инна Зарафьян
- Художник-постановщик: Евгений Штапенко
- Композитор: Владимир Львовский
- Текст песен: Юрия Энтина, А. Жигарева
- Редактор: Генриетта Гамалея
- Звукооператор: Александр Нейман
- Художник по костюмам: Екатерина Александрова
- Художник-гримёр: Людмила Либина
- Режиссёр: Ольга Гусакова
- Монтажёр: Людмила Кривошеина
- Художник-декоратор: И. Ратникова
- Оператор: Л. Голубин
- Оператор комбинированных съёмок: Б. Мельников
- Оркестр Госкино СССР
  - дирижёр: Эмин Хачатурян
- Ассистенты:
  - режиссёра: О. Жукова, Н. Рычаова
  - оператора: О. Лагодинский
- Мастер по свету: Л. Соколов
- Цветоустановщик: В. Ерофеев
- Административная группа: А. Диментман, К. Либин
- Директор картины: Татьяна Косых

## О фильме
- Фильм снимался в одном из районов Москвы и в городе Сходня (ныне это микрорайон г. Химки на Октябрьской железной дороге).
- В начале фильма были показаны мультфильмы «По следам бременских музыкантов» и «Дом для леопарда».

Судьбы двух чужих, совсем не похожих, далеких друг другу людей пересеклись благодаря маленькой девочке, которой предстоит решать, кто же из них будет её отцом. В наш рассудочный век, век спешки и суеты, — говорит режиссер Эдуард Гаврилов, — мне хотелось поразмышлять о человеческом тепле, о том, как необходимо оно во все времена. — Находка режиссера и любимица всей съемочной группы семилетняя Маша Комаринская — самая главная героиня, работой которой восхищается даже ее требовательный партнер Георгий Бурков. Но как преображается живая, шаловливая девчушка во время работы — послушная, серьезная, совсем взрослая.— Советский экран, 1988